# Chorizanthe douglasii
Chorizanthe douglasii är en slideväxtart som beskrevs av George Bentham. Chorizanthe douglasii ingår i släktet Chorizanthe och familjen slideväxter. Inga underarter finns listade i Catalogue of Life.